# Castillo de Brull
El Castillo de Brull se encuentra en Brull (Osona), aunque originariamente formaba parte del término de Seva, del que después fue el centro jurisdiccional. Fue dominio de los condes de Barcelona y posesión de los vizcondes de Osona-Cardona.

## Historia del conjunto
Durante la segunda mitad del siglo XII fue motivo de un conflicto que se produjo entre el vizconde Guillem Ramón y el senescal Guillem Ramón I de Montcada a quien había empeñado el castillo por dos mil maravedíes. Este último retenía el castillo para que el vizconde le devolviera el dinero. El vizconde organizó una cabalgata, lo que provocó la intervención del rey, ya que aquel se tomaba la justicia libremente. De todos modos, Guillem Ramon de Montcada recuperó el castillo, y ante los hechos consumados parece que el rey no hizo nada. Durante el siglo XIII hubo diferentes pactos feudales de los señores de la domus de Esparraguera y de la fortaleza del Puig de Terrades, las dos dentro del término del castillo de Brull, en los que, a cambio de defensa se comprometían a no atacar nunca los vizcondes de Cardona. En 1265, el vizconde Ramón de Cardona vendió la baronía delBrull al obispo de Vich y hasta que no desaparecieron los señoríos jurisdiccionales siguió formando parte de la baronía de este obispado.

## Arquitectura
Quedan pocos restos de este castillo, muy importante en su momento. Parece que tenía planta pentagonal, apuntada al sur. Era reforzada en las esquinas con torres de planta circular y otra torre en el centro del muro norte. De hecho lo que se ha conservado es el ángulo noreste de la fortificación donde es visible una torre, de un metro de ancho, que quedó recubierta por otra torre construida posteriormente cuando se reforzó la fortificación. Se puede distinguir el paramento más antiguo, hecho de sillares de caliza bien cortados, de lo más moderno que el recubrió, hecho con piedra arenisca roja, de medidas más grandes. Estas dos etapas constructivas se datan entre los siglos XII y XIII. También ha subsistido un fragmento del muro norte con una ventana muy dañada.
Como pasó con el castillo, la iglesia de Santa María de Brull, aunque ya está documentada en 1018, a mediados siglo XI, entre el 1048 y el 1060, se construyó una nueva. Ha sido siempre la iglesia parroquial del lugar. La consagró Guillem de Balsareny, obispo de Vich. Además de San Martín, San Miguel y San Juan también tenían un altar a los absidiolos, actualmente desaparecidos, situadas a ambos lados del ábside. A partir del siglo XIV, se hizo un altar dedicado a Santa María. Entre los ss. XVI y XVIII se hicieron muchas reformas, sobre todo en el interior, se abrió el portal de poniente y se levantó el campanario.

## Accesos
Se llega por la carretera BV-5301 desde la población de Seva, en dirección al pueblo de Montseny, después de hacer 4 km.